# ویتالی زوتوف
ویتالی زوتوف (انگلیسی: Vitaliy Zotov؛ زادهٔ ۳ مارس ۱۹۹۷) بازیکن بسکتبال اهل اوکراین است.
وی در مسابقات کشوری و بین‌المللی در مجموع برندهٔ ۱ مدال نقره شده‌است.